# Édith Mala Diop
 (mai 2023).
Pour les articles homonymes, voir Diop.
Édith Mala Diop, née en 1985 à Abidjan d'un père franco-sénégalais et d'une mère ivoiro-allemande, est une femme pilote habilitée à prendre les commandes de long-courriers et d'avions-cargo.

## Biographie

### Enfance et études
Elle grandit et vit à Abidjan ; elle y fait ses études au lycée français Blaise Pascal,, où, en 2004, elle obtient un baccalauréat scientifique avec mention,. Elle s'inscrit dans une école d'aviation en France, l’Institut Aéronautique Amaury de la Grange (IAAG), puis à l’école de pilotage EPAG où elle suit une formation de pilote de ligne. Titulaire d’un master en management des transports, 
En 2007, elle est recrutée par la compagnie Nouvelle Air Ivoire d’abord au bureau d’études, puis comme Officier Pilote de Ligne (OPL) sur Airbus 320 où elle exerce jusqu'à la fermeture de la compagnie. À la suite de cela, elle est aussitôt recrutée par la compagnie Sénégal Airlines en 2011,. Elle s'expatrie au Qatar où elle réside depuis Novembre 2012 . Premier officier senior, de 2012 à 2021 au sein de la compagnie Qatar Airways,, elle cumule plus de 5 900 heures de vol sur des biréacteurs de type A320, A330 et quadrimoteurs A340 pour de multiples compagnies aériennes internationales,.
En mars 2022, elle est élevée au rang de chevalier de l'Ordre national pour son apport dans l’aviation et sa manifestation du leadership féminin,.

## Distinctions
- chevalier de l'ordre national de Côte d'Ivoire